# Hipertensão pulmonar
Hipertensão pulmonar é uma condição caracterizada por elevada pressão arterial nas artérias pulmonares. Os sintomas mais comuns são falta de ar, síncope, cansaço, dor no peito, inchaço das pernas e aumento da frequência cardíaca. A condição pode dificultar a prática de exercício físico. Os sintomas geralmente manifestam-se de forma gradual.
Na maior parte dos casos a causa é desconhecida. Entre os fatores de risco estão antecedentes familiares da doença, antecedentes de embolia pulmonar, VIH/SIDA, anemia falciforme, consumo de cocaína, doença pulmonar obstrutiva crónica, apneia do sono, viver em altitudes elevadas e problemas na válvula mitral. O mecanismo subjacente geralmente envolve a inflamação das artérias pulmonares. O diagnóstico requer a exclusão de outras potenciais causas.
Não existe cura. O tratamento depende do tipo da doença. Podem ser usadas várias medidas de apoio, como oxigenoterapia, diuréticos e anticoagulantes. Entre os medicamentos usados especificamente para o tratamento de hipertensão pulmonar estão o epoprostenol, treprostinil, iloprosta, bosentan, ambrisentan, macitentan e sildenafil. Em alguns casos pode ser considerado um transplante de pulmão.
Trata-se de uma doença rara. Embora não se tenha ainda determinado a frequência exata da doença, estudos realizados na França e na Escócia, estimaram uma incidência de 2,5 a 7,1 casos por milhão por ano e uma prevalência de 5 a 52 por milhão na população adulta. Estima-se também que nos Estados Unidos ocorram 1000 novos casos por ano. Mulheres são mais suscetíveis que homens. A doença tem geralmente início entre os 20 e os 60 anos de idade. Foi identificada pela primeira vez por Ernst von Romberg em 1891.

## Tipos
A hipertensão pulmonar é classificada em cinco grupos, dependendo da causa.
Grupo 1 - Hipertensão arterial pulmonar
- Causa desconhecida (hipertensão arterial pulmonar idiopática)
- Mutação genética específica (hipertensão arterial pulmonar hereditária)
- Drogas ou toxinas: como metanfetaminas e cocaína
- Anormalidades cardíacas presentes no nascimento (doença cardíaca congênita)
- Outras condições, como distúrbios do tecido conjuntivo (escleroderma, lúpus, outros), anemia hemolítica crônica ou hipertensão portal

Grupo 2 - Hipertensão pulmonar causada por doença cardíaca esquerda
- Doença valvular do lado esquerdo como insuficiência mitral ou estenose aórtica
- Insuficiência do ventrículo esquerdo

Grupo 3 - Hipertensão pulmonar por doença pulmonar e/ou hipoxia
- Doença pulmonar obstrutiva crônica (DPOC)
- Doença pulmonar intersticial
- Outras doenças pulmonares com padrão misto restritivo e obstrutivo
- Distúrbios respiratórios do sono
- Transtornos de hipoventilação alveolar
- Exposição prolongada a altitude elevada
- Anormalidades do desenvolvimento

Grupo 4 - Hipertensão pulmonar crônica causada por coágulos sanguíneos
- Tromboembolismo pulmonar crônico

Grupo 5 - Hipertensão pulmonar com mecanismos multifatoriais pouco esclarecidos
- Doenças hematológicas: doença mieloproliferativa, remoção do baço
- Doenças sistêmicas: sarcoidose, histiocitose pulmonar de células de Langerhans: linfangioleiomiomatose, neurofibromatose, vasculite
- Doenças metabólicas: doença de armazenamento de glicogênio, doença de Gaucher, doenças da tireóide
- Outras causas: obstrução tumoral, mediastinite fibrosante, insuficiência renal crônica em diálise

## Fisiopatologia
O processo subjacente da hipertensão pulmonar varia e, com frequência, múltiplos fatores são responsáveis. Normalmente, o leito vascular pulmonar pode receber o volume sanguíneo liberado pelo ventrículo direito. Ele apresenta uma baixa resistência ao fluxo sanguíneo aumentado por meio da dilatação dos vasos na circulação pulmonar. Entretanto, se o leito vascular pulmonar está destruído ou obstruído, como na hipertensão pulmonar, a capacidade de receber qualquer fluxo ou volume do sangue fica prejudicada, e, então, o fluxo sanguíneo aumentado eleva a pressão da artéria pulmonar.
À medida que a pressão da arterial pulmonar aumenta, também aumenta a resistência vascular pulmonar. A constrição da artéria pulmonar (como na hipoxemia ou hipercapnia) e a redução no leito vascular pulmonar (que ocorre com a embolia pulmonar) resultam em um aumento na resistência e pressão vasculares pulmonares. Essa carga de trabalho aumentada afeta a função ventricular direita. Por fim, o miocárdio não consegue satisfazer as demandas crescentes impostas a ele, levando à hipertrofia (aumento e dilatação) e insuficiência ventricular direita.

## Sinais e sintomas
A dispneia é o principal sintoma da hipertensão pulmonar, ocorrendo, a principio, com esforço e, mais adiante, em repouso. A dor torácica subesternal também é comum, afetando 25 a 50% dos pacientes. Os outros sinais e sintomas incluem:
- Dificuldade cada vez maior de fazer exercícios.
- Dor ou desconforto torácico.
- Fadiga.
- Inchaço nas pernas.
- Tosse persistente.
- Palpitações (sensação do batimento forte ou anormal do coração).
- Cianose (tom azulado da pele, principalmente nas mãos, pés e face).
- Tontura
- Desmaio (síncope)

Raramente, pacientes com hipertensão pulmonar podem ter apresentação clínica semelhante a uma convulsão que dificultam seu diagnóstico.

## Diagnóstico

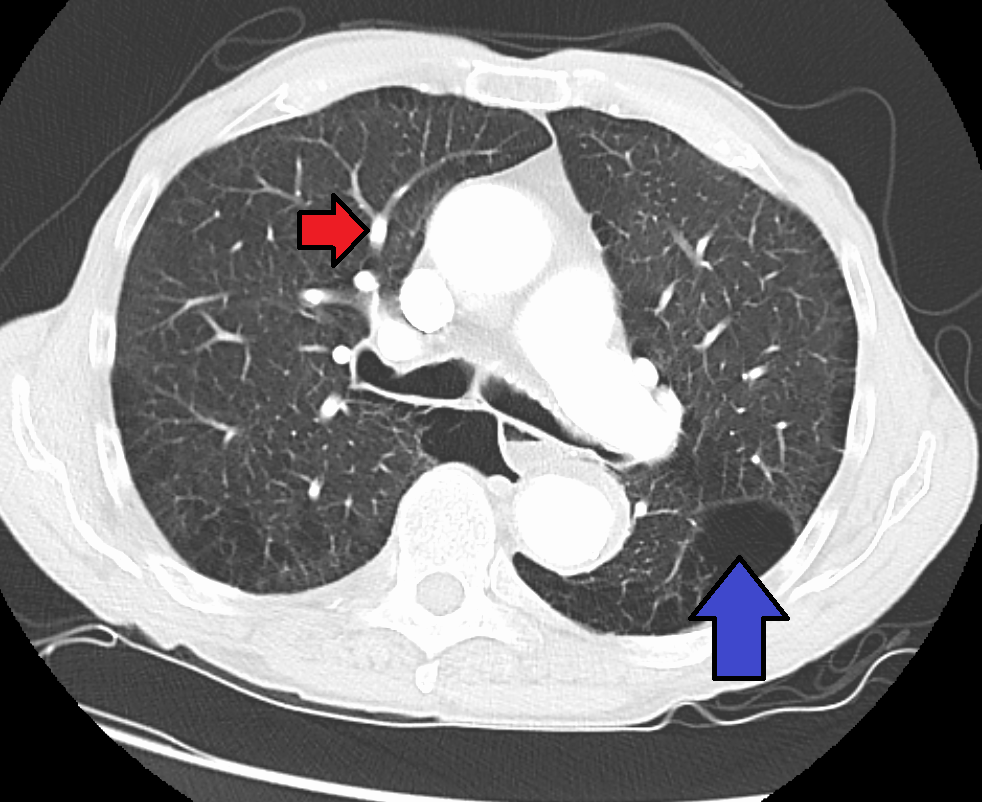
Hipertensão pulmonar visível por vasos excessivamente dilatados (seta vermelha) associado a enfisema pulmonar (seta azul)

Uma avaliação diagnostica completa inclui uma historia, exame físico, radiografia de tórax, provas de função pulmonar, eletrocardiograma (ECG), ecocardiograma, imageamento de ventilação perfusão e cateterismo cardíaco. Em alguns casos, pode ser necessária uma biopsia pulmonar, realizada por toracoscopia, visando elaborar um diagnóstico definitivo. O cateterismo cardíaco do lado direito do coração revela a pressão arterial pulmonar elevada. Um ecocardiograma pode avaliar a progressão da doença e excluir outras condições com sinais e sintomas similares.
O ECG revela hipertrofia ventricular direita, desvio do eixo para a direita e ondas T altas, em pico, nas derivações inferiores, ondas R anteriores altas e depressão do segmento ST e /ou inversão da onda T anteriormente. A Pa O2 também está deprimida (hipoxemia).
Uma cintilografia da ventilação-perfusão ou angiografia pulmonar. As provas de função pulmonar podem estar normais ou mostrar discreta diminuição na capacidade vital (CV) e na complacência pulmonar, com uma leve diminuição na capacidade de difusão.

## Tratamento
Medicamentos, como bloqueadores dos canais de cálcio, antagonistas do receptor de endotelina, inibidores da fosfodiesterase 5 (sildenafila), diuréticos e prostaciclinas podem ser utilizados para a melhora dos sintomas e prolongamento da vida, mas não curam a doença.
Após a realização do transplante, o uso de medicações para prevenir a rejeição é obrigatório por toda a vida, o que pode ocasionar diversos efeitos colaterais.
Para o alívio dos sintomas, o oxigênio suplementar é a medida mais importante e quase sempre faz parte do arsenal do tratamento.
A única cura para a hipertensão pulmonar primária é o transplante pulmonar para ambos os pulmões, sendo, às vezes, também necessário o transplante de coração. Porém além de ser difícil encontrar um doador, existem muitos riscos associados a qualquer transplante, como sangramento, infecções e reações alérgicas. Além disso, o fenômeno de rejeição ao órgão transplantado é elevado, com a sobrevivência média de apenas 5 anos após o transplante.
Além disso, os vasodilatadores - medicações que dilatam os vasos para facilitar a passagem do sangue - podem, em um terço dos casos, auxiliar no tratamento. Várias medicações estão em fase de teste para ver se podem ajudar no tratamento e há outras já em uso na hipertensão pulmonar.
Os anticoagulantes (medicações que combatem a coagulação do sangue) também têm sido empregados no tratamento, visto que eles parecem prolongar a vida dos pacientes. Além disso, eles evitam os casos de trombose nestes vasos pulmonares alterados.

### Tratamento de enfermagem
A principal meta da enfermagem consiste em identificar os pacientes em alto risco para a hipertensão pulmonar, como aqueles com DPOC, embolia pulmonar, cardiopatia congênita e doença valvular mitral. A enfermagem também deve ficar alerta para sinais e sintomas, administrar adequadamente a terapia de oxigênio e instruir os pacientes e família sobre a utilização domiciliar de suplementação de oxigênio.